# 性命圭旨

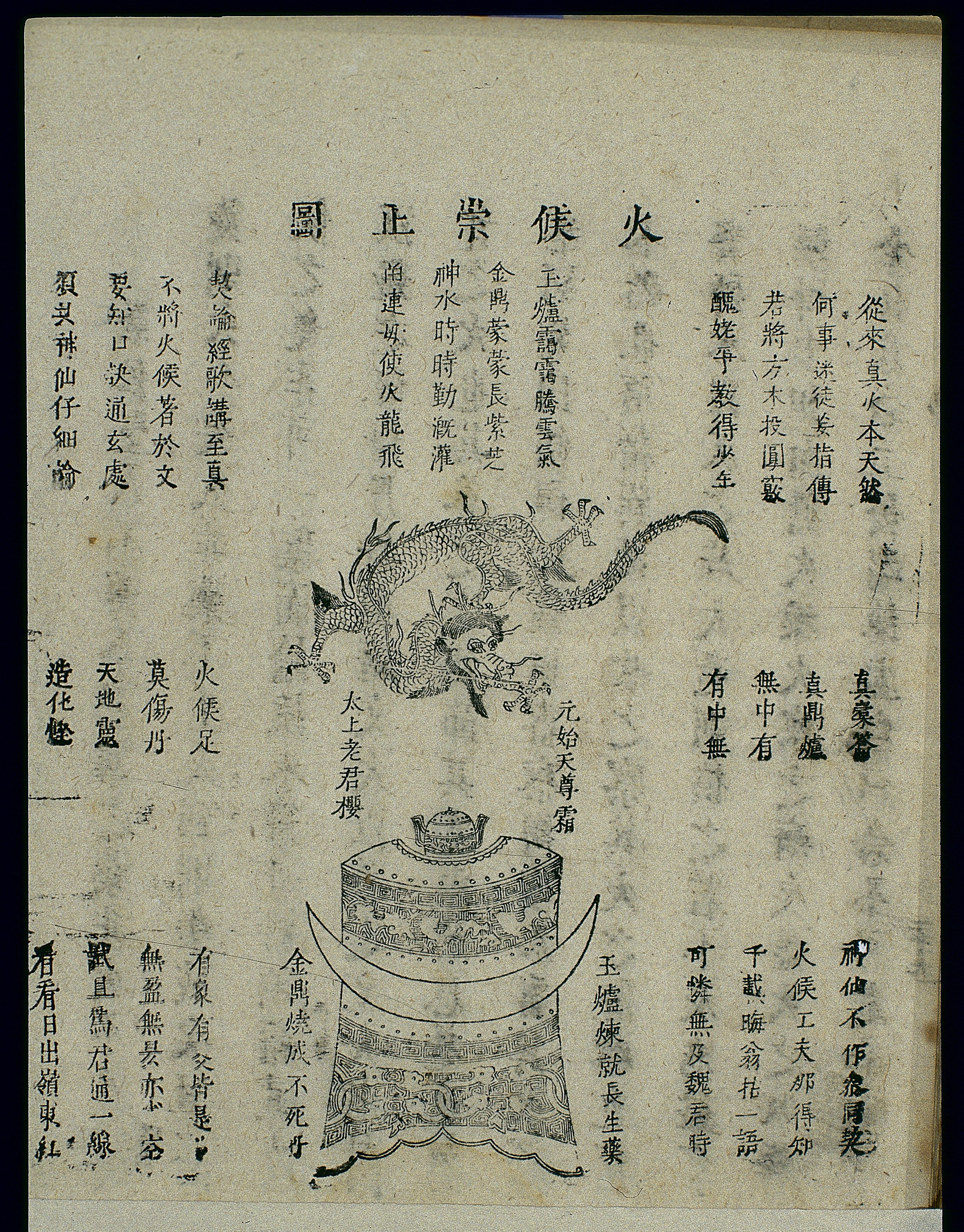
《性命圭旨》万历三年（1615年）刻本中的插图

性命双修万神圭旨简称性命圭旨，是中国道教的传世之作，相传为尹真人（尹喜）弟子所述（《性命圭旨·序》：“《性命圭旨》不著撰人，相传为尹真人高弟之手笔”），分元、亨、利、贞四卷。主要介绍道教炼气导引之术，书中认为：内丹修养的实质是修炼“性、命”（性命双修），特别是心性的修炼。儒释道三教均以“性命双修”为根本。

## 作者渊源
相传为尹真人（尹喜）弟子所述（《性命圭旨·序》：《性命圭旨》不著撰人，相传为尹真人高弟之手笔
後經學者考證應為明朝中後期「全真教」道士歸納功法系統總結所作，後列入全真教修煉典籍之一

## 成书时间
```
根據此書前附有的康熙年間刊行時尤侗作的〈序〉、余永寧於明萬曆乙卯年（西元1615年）所寫的〈刻性命圭旨緣起〉以及仁文主人鄒元標為此重刻寫的〈題尹真人性命圭旨全書〉這三篇序，應該說，此書成書年代最晚在明代，在有代萬曆年間就已經在社會上流傳開來。但它的廣泛流行，卻在清代。關於此書的作者，各篇序中圴只提一句是「尹真人高弟子」，至姓名卻不得而知
```

成書時間橫跨宋至明朝。分元、亨、利、貞四集。相傳出於尹真人高弟之手。前有明神宗萬曆四十三年(1615)新安震初子餘永寧書《刻《性命圭旨》緣起》，其曰："裏有吳思鳴氏，得《性命圭旨》於新安唐太史家，蓋尹真人高第弟子所述也。"。而《性命圭旨》多賴唐皋所藏孤本得以流傅。

## 影响
中國全真教派至今仍然奉該典籍為主要修煉方法。其養生概念也影響許多氣功門派，並受到許多學者研究，法輪功理論即受該書影響。